# Jedburgh Castle
Jedburgh Castle war eine Burg in der schottischen Stadt Jedburgh in den Scottish Borders. Erbaut wurde sie unter König David I. von Schottland und 1409 von schottischen Truppen unter James Douglas, 7. Earl of Douglas, zerstört.

## Geschichte
König David I. errichtete die Burg als Erdwerks-Motte. Sie gehörte 1174 zu den fünf Burgen, die an die Engländer abgetreten werden mussten. Zwischenzeitlich wieder in schottischem Besitz war sie einige Male auch Königssitz. Sie fiel jedoch immer wieder an die Engländer, bis sie 1409 als letzte englische Hochburg in Schottland von den Schotten sicherheitshalber zerstört wurde. Aufgrund ihrer Lage an der unsicheren schottisch-englischen Grenze war die Befestigung stets ein Brennpunkt von gegenseitigen Grenzübertretungen und Raubzügen.
Im Jahre 1258 fanden hier die Unterhandlungen zwischen Alexander III. von Schottland und Heinrich III. von England statt, bei denen es um Erbschaftsstreitigkeiten wegen des schottischen Throns ging. 1335 wurde die Motte in eine aus Steinen errichtete Festung mit Wehrtürmen umgebaut.

## Die Burg heute
Die Burg wurde 1823 unter der Bauleitung des schottischen Architekten Archibald Elliot (1760–1823) zu einem Gefängnis (Howard Reform prison) umgestaltet. 1868 wurde dieses aufgelassen und 1964 im Baustil von 1820 restauriert. Eine Zeit lang diente es der Scottish Youth Hostels Association als Jugendherberge, dann eröffnete hier das Jedburgh Castle Jail and Museum. Im Museum sind viele historische Artefakte aus der Burg sowie aus der näheren und weiteren Umgebung ausgestellt.